# La desconeguda
La desconeguda (títols originals: The Stranger, i El extraño a l'Argentina) és una pel·lícula argentino-estatunidenca dramàtica i de suspens dirigida per Adolfo Aristarain i protagonitzada per Bonnie Bedelia, Peter Riegert, Barry Primus, David Spielberg, Marcos Woinsky, Cecilia Roth, Jacques Arndt i Ricardo Darín. És l'única pel·lícula que el  cineasta va dirigir en anglès. Ha estat doblada al català

## Argument
Una dona amb amnèsia és espiada per uns homes misteriosos, amb la fi aparent de silenciar-la per evitar que parli d'un assassinat del que ella va ser testimoni. Malgrat que ho denuncia, la policia no troba evidències que hagi tingut lloc recentment un assassinat, o si ella en va ser testimoni. Al mateix temps, el seu psicòleg decideix dur a terme la seva pròpia recerca sobre el que ha passat.

## Repartiment
- Bonnie Bedelia: Alice Kildee
- Peter Riegert: Dr. Harris Kite
- Barry Primus: Sergent Drake
- David Spielberg: Hobby
- Marcos Woinsky: Macaw (com Marcos Woinski)
- Cecilia Roth: Anita
- Jacques Arndt: Rhea
- Ricardo Darín: Clark Whistler
- Julio De Grazia: Jay
- Milton James: Brandt
- Julio Kaufman: Dr. Hobby
- Ernesto Larrese: Lark
- Sacha Favelevic: Robin
- Federico Luppi: Manager
- Miguel Ángel Paludi: Croupier
- Patricia Zangaro: Dona policia
- Adrián Ghio: Intrús blanc
- Melvin Daniel: Home negre
- Arturo Maly: Pare
- Lala Sunblad: Mare
- Nicolas Deane: Fill adolescent
- Marina Magali: Actriu
- Tito Mendoza: Vagabund
- Haydée Padilla: Dona de la recepció
- Heidi Froseth: Dona grossa
- Sofia Viruboff: Noia de la recepció (com Sofia Virobof)
- Adolfo Aristarain: Assistent al cinema (sense acreditar)